# Montalbano Film
La Montalbano Film è stata un'impresa di produzione cinematografica, attiva a Firenze nei primi anni venti del Novecento, dalla quale sono nate alcune altre iniziative nello stesso settore, localizzate nella zona di Rifredi.

## Storia
L'azienda venne fondata nel 1919 dal conte Giovanni Montalbano, imprenditore fiorentino, che si associò per questo con il regista napoletano Mario Volpe e con lo scrittore e giornalista Valentino Soldani; quest'ultimo venne nominato direttore artistico. Nel 1920 e 1921 la "Montalbano" produsse inizialmente 4 film, tutti diretti da Volpe, due dei quali (Il signorino e Il professor Gatti ed i suoi gattini), destinati ad un pubblico infantile, erano interpretati da Enzo, il figlio di 8 anni del Montalbano, che il padre voleva lanciare come attore bambino. Quelle pellicole ebbero una limitata circolazione e scarse recensioni dalla critica ed oggi sono tutte irreperibili.
Nello stesso periodo la "Montalbano" era stata contattata da un "Istituto Fascista di propaganda nazionale" per realizzare una pellicola celebrativa della Marcia su Roma da distribuire in occasione del primo anniversario dell'evento. Questo film, composto anche da spezzoni documentari, fu girato a Settignano ed era suddiviso in quattro parti. Nonostante una lavorazione travagliata da difficoltà sia tecniche che finanziarie, esso uscì effettivamente il 28 ottobre del 1923. Ma. nonostante la volontà del regime in formazione di imporre un clima auto-celebrativo, ricevette critiche negative e venne quasi subito ritirato.
Il grido dell'aquila esaurì l'attività della "Montalbano" in senso stretto, che invece continuò sotto altra forma quando Giovanni Montalbano associò la sua azienda alla "CITO cinema" per costituire la "Dante Film". Il progetto era quello di inserirsi nella miriade di iniziative previste per la ricorrenza del sesto centenario della morte di Dante Alighieri, che culminarono a Firenze con lo svolgimento di un grande corteo storico che sfilò alla presenza del re. 

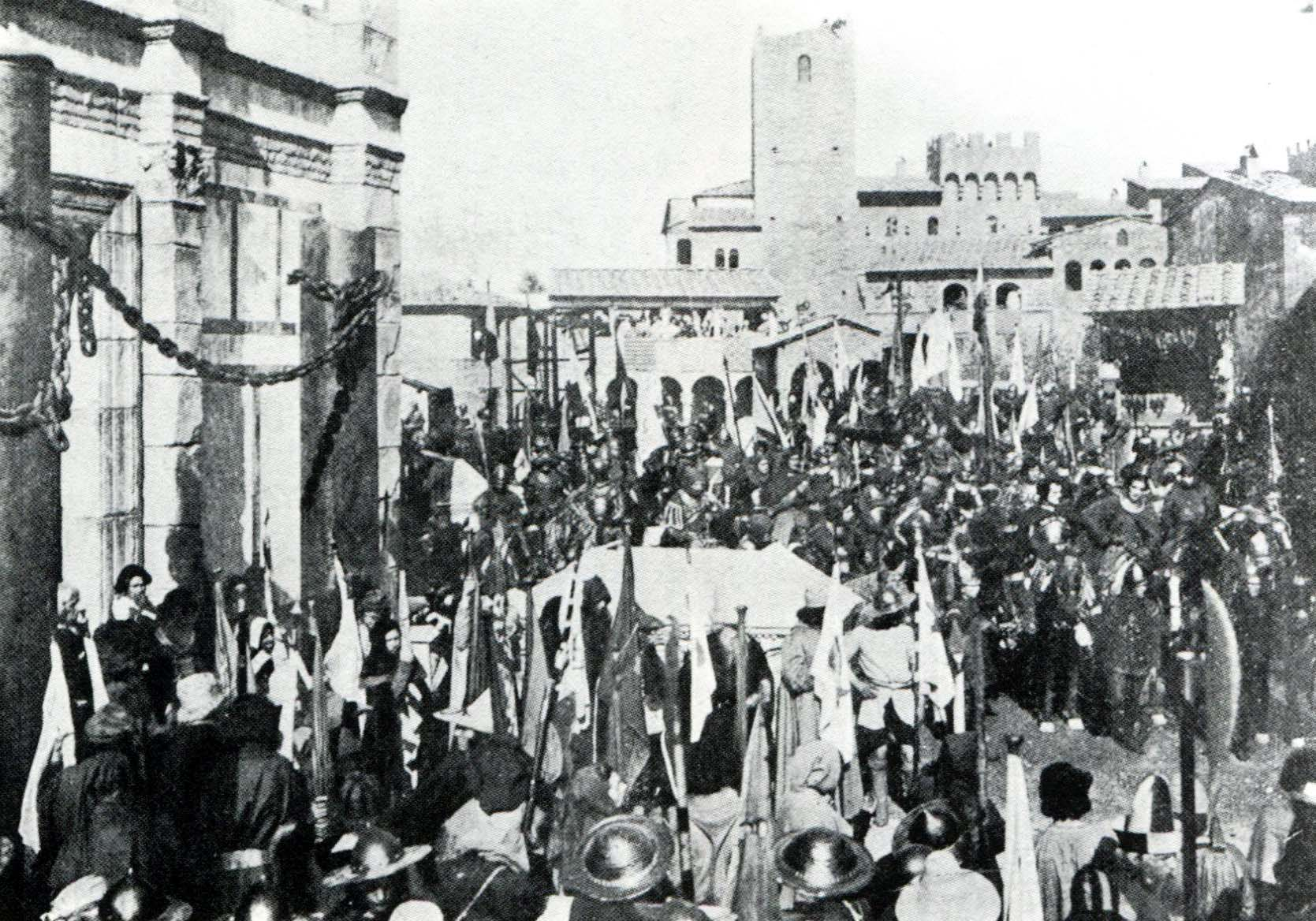
Una scena di Dante nella vita e nei tempi suoi, il film più ambizioso della "Montalbano", per il quale furono realizzati gli stabilimenti di Rifredi in cui vennero ricostruiti ambienti della Firenze medievale

In questo contesto la "Montalbano - Dante" si propose un programma ambizioso che prevedeva il coinvolgimento (non riuscito) dell'U.C.I., la partecipazione di numerosi ed importanti attori dell'epoca, la collaborazione di storici e studiosi dell'opera dantesca, l'allestimento di scenografie e costumi di grande impegno e la realizzazione di nuovi teatri di posa, da costruire appositamente per questa occasione, con l'obiettivo di creare un quarto polo produttivo della cinematografia italiana, da affiancare a quelli, storicamente presenti, di Torino, Roma e Napoli
Nacquero così nella prima metà del 1921, su un terreno di circa 64.000 metri quadrati appositamente acquistato nel quartiere di Rifredi, in via delle Panche, degli impianti di produzione cinematografica nella quale furono ricostruiti alcuni degli ambienti più significativi della Firenze medievale. Ma l'impresa si rivelò eccessivamente ambiziosa sotto il profilo sia finanziario - per i costi eccessivi e per la difficoltà di vendere il film sui mercati esteri - sia tecnici ed operativi, per contrasti tra il regista Gaido, il soggettista Soldani ed il consulente storico, esperto dell'opera dantesca Guido Biagi.
Montalbano tentò allora una nuova trasformazione della sua società, che diventò la "Visione Italiane Storiche" (V.I.S.), di cui egli fu Amministratore delegato, ed in cui coinvolse anche la "Banca Italiana di Sconto", Alla fine Dante nella vita e nei tempi suoi poté essere completato, ma dovette subire la concorrenza di un altro film dantesco. La mirabile visione della romana "Tespi", che, a causa dei ritardi accumulati dalla lavorazione fiorentina, era riuscito a diventare il film "ufficiale" delle celebrazioni dantesche.
Un successivo tentativo di recuperare la situazione con la produzione di un Marco Visconti aggravò invece irreparabilmente i conti della "V.I.S." che licenziò tutti i dipendenti e venne messa in liquidazione, contribuendo con una perdita di oltre 423.000 lire dell'epoca al dissesto della "Sconto" che aveva sostenuto le sue iniziative. Anche questo film, acquistato da un'altra azienda, ebbe negli anni successivi una distribuzione stentata.
Le società originate dalla "Montalbano" a quel punto cessarono l'attività e nel 1927 sia Montalbano che Volpe furono tratti in arresto con l'accusa di aver truffato diversi giovani aspiranti attori con la istituzione di una falsa scuola di cinema. Il complesso degli studi cinematografici di Rifredi continuò ad essere utilizzati in modo saltuario per alcuni anni. Dal novembre 1923 al maggio 1924 vi furono realizzati due film della M.G.M. e diretti da Henry King che necessitavano di ambientazioni della Firenze medievale: The white sister e Romola. Poi gli impianti fiorentini cambiarono ancora proprietà, alternando periodi di attività ad altri di difficoltà e chiusura, sino a che nel 1930 Giulio Antamoro vi girò Antonio di Padova, il santo dei miracoli. Dopo di che essi vennero definitivamente chiusi e demoliti.

## Filmografia
- Non uccidere!, regia di Mario Volpe (1920)
- Il signorino, regia di Mario Volpe (1920)
- Non tutta io morrò!, regia di Mario Volpe (1921)
- Il professor Gatti e i suoi gattini, regia di Mario Volpe (1921)
- Il grido dell'aquila, regia di Mario Volpe (1923)

### Come "Visioni Italiane Storiche"
- Dante nella vita e nei tempi suoi, regia di Domenico Gaido (1923)
- Marco Visconti, regia di Aldo De Benedetti (1923)